# Recensement du Canada de 2016
Le recensement du Canada de 2016 est le dénombrement de la population du Canada ainsi que certaines de ses caractéristiques mené par Statistique Canada sur l'ensemble du pays au 10 mai 2016. Cette 16e édition du recensement canadien suit celle de 2011, le recensement étant tenu à tous les cinq ans, en vertu de la loi. Le recensement de 2016 a réintroduit le formulaire long obligatoire qui avait été remplacé par une « Enquête sur les ménages » volontaire en 2011. Avec un taux de participation de 98,4 %, le recensement de 2016 a le plus haut taux de participation depuis le Recensement de 1666 en Nouvelle-France. La population totale du pays s'élève à 35 151 728 habitants au 10 mai 2016.

## Résultats et faits marquants

### Population
Lors du recensement de 2016, la population dénombrée du Canada était de 35 151 728 habitants, une croissance de 5 % par rapport au recensement de 2011.
| Rang | Province ou territoire    | Population en 2016 | Population en 2011 | Variation 2011-2016 (%) |
| ---- | ------------------------- | ------------------ | ------------------ | ----------------------- |
| 1    | Ontario                   | 13 448 494         | 12 851 821         | 4,6                     |
| 2    | Québec                    | 8 164 361          | 7 903 001          | 3,3                     |
| 3    | Colombie-Britannique      | 4 648 055          | 4 400 057          | 5,6                     |
| 4    | Alberta                   | 4 067 175          | 3 645 257          | 11,6                    |
| 5    | Manitoba                  | 1 278 365          | 1 208 268          | 5,8                     |
| 6    | Saskatchewan              | 1 098 352          | 1 033 381          | 6,3                     |
| 7    | Nouvelle-Écosse           | 923 598            | 921 727            | 0,2                     |
| 8    | Nouveau-Brunswick         | 747 101            | 751 171            | 0,5                     |
| 9    | Terre-Neuve-et-Labrador   | 519 716            | 514 204            | 1,0                     |
| 10   | Île-du-Prince-Édouard     | 142 907            | 140 204            | 1,9                     |
| 11   | Territoires du Nord-Ouest | 41 786             | 41 462             | 0,8                     |
| 12   | Nunavut                   | 35 944             | 31 906             | 12,7                    |
| 13   | Yukon                     | 35 874             | 33 897             | 5,8                     |
|      | Canada                    | 35 151 728         | 33 476 688         | 5,0                     |

#### Centres de population et villes
Lors du recensement de 2016, les cinq plus grands centres de population au Canada sont Toronto, Montréal, Vancouver, Calgary et Edmonton. Si on se restreint aux limites des villes, les cinq plus grandes villes sont Toronto, Montréal, Calgary, Ottawa et Edmonton.
Le Canada compte désormais 12 villes de plus de 500 000 habitants grâce à Surrey en Colombie-Britannique qui a atteint une population de 517 887 habitants. Au Nouveau-Brunswick, Moncton a détrôné Saint-Jean en tant plus grande ville de la province.
| Rang | Centre de population | Province/territoire  | Population en 2016 | Population en 2011 | Variation 2011-2016 (%) |
| ---- | -------------------- | -------------------- | ------------------ | ------------------ | ----------------------- |
| 1    | Toronto              | Ontario              | 5 429 524          | 5 144 412          | 5,5                     |
| 2    | Montréal             | Québec               | 3 519 595          | 3 387 653          | 3,9                     |
| 3    | Vancouver            | Colombie-Britannique | 2 264 823          | 2 124 443          | 6,6                     |
| 4    | Calgary              | Alberta              | 1 237 656          | 1 094 379          | 13,1                    |
| 5    | Edmonton             | Alberta              | 1 062 643          | 935 361            | 13,6                    |
| 6    | Ottawa-Gatineau      | Ontario/ Québec      | 989 567            | 945 592            | 4,7                     |
| 7    | Winnipeg             | Manitoba             | 711 925            | 670 025            | 6,3                     |
| 8    | Québec               | Québec               | 705 103            | 681 804            | 3,4                     |
| 9    | Hamilton             | Ontario              | 693 645            | 671 008            | 3,4                     |
| 10   | Kitchener            | Ontario              | 470 015            | 446 295            | 5,3                     |

| Rang | Ville       | Province/territoire  | Population en 2016 | Population en 2011 | Variation 2011-2016 (%) |
| ---- | ----------- | -------------------- | ------------------ | ------------------ | ----------------------- |
| 1    | Toronto     | Ontario              | 2 731 571          | 2 615 060          | 4,5                     |
| 2    | Montréal    | Québec               | 1 704 694          | 1 649 519          | 3,3                     |
| 3    | Calgary     | Alberta              | 1 239 220          | 1 096 833          | 13,0                    |
| 4    | Ottawa      | Ontario              | 934 243            | 883 391            | 5,8                     |
| 5    | Edmonton    | Alberta              | 932 546            | 812 201            | 14,8                    |
| 6    | Mississauga | Ontario              | 721 599            | 713 443            | 1,1                     |
| 7    | Winnipeg    | Manitoba             | 705 244            | 663 617            | 6,3                     |
| 8    | Vancouver   | Colombie-Britannique | 631 486            | 603 502            | 4,6                     |
| 9    | Brampton    | Ontario              | 593 638            | 523 906            | 13,3                    |
| 10   | Hamilton    | Ontario              | 536 917            | 519 949            | 3,3                     |
| 11   | Québec      | Québec               | 531 902            | 516 576            | 3,0                     |
| 12   | Surrey      | Colombie-Britannique | 517 887            | 468 251            | 10,6                    |

| Province/territoire       | Ville         | Population en 2016 | Population en 2011 | Variation 2011-2016 (%) | % de la population de la province/territoire |
| ------------------------- | ------------- | ------------------ | ------------------ | ----------------------- | -------------------------------------------- |
| Alberta                   | Calgary       | 1 239 220          | 1 096 833          | 13,0                    | 30,5                                         |
| Colombie-Britannique      | Vancouver     | 631 486            | 603 502            | 4,6                     | 13,6                                         |
| Île-du-Prince-Édouard     | Charlottetown | 36 094             | 34 562             | 4,4                     | 25,3                                         |
| Manitoba                  | Winnipeg      | 705 244            | 663 617            | 6,3                     | 55,2                                         |
| Nouveau-Brunswick         | Moncton       | 71 889             | 69 074             | 4,1                     | 9,6                                          |
| Nouvelle-Écosse           | Halifax       | 403 131            | 390 086            | 3,3                     | 43,6                                         |
| Nunavut                   | Iqaluit       | 7 740              | 6 699              | 15,5                    | 21,5                                         |
| Ontario                   | Toronto       | 2 731 571          | 2 615 060          | 4,5                     | 20,3                                         |
| Québec                    | Montréal      | 1 704 694          | 1 649 519          | 3,3                     | 20,9                                         |
| Saskatchewan              | Saskatoon     | 246 376            | 222 246            | 10,9                    | 22,4                                         |
| Terre-Neuve-et-Labrador   | Saint-Jean    | 108 860            | 106 172            | 2,5                     | 20,9                                         |
| Territoires du Nord-Ouest | Yellowknife   | 19 569             | 19 234             | 1,7                     | 46,8                                         |
| Yukon                     | Whitehorse    | 25 085             | 23 276             | 5,8                     | 69,9                                         |

#### Immigration
Aux fins des données de Statistique Canada, un « immigrant » est une personne qui a reçu le droit d'habiter au Canada en permanence que cela soit en devenant citoyen par naturalisation ou en étant résident permanent de la part des autorités de l'immigration. De 2011 à 2016, le Canada a accueilli 1 212 075 immigrants, une augmentation de 15 % par rapport au nombre de 2006 à 2010. 22 % de la population totale du pays sont des immigrants.
Lors du recensement de 2016, la province ou le territoire qui a le plus d'immigrants en pourcentage de sa population totale est la Colombie-Britannique où plus du quart de la population est composée d'immigrants suivie de l'Ontario et de l'Alberta. Les provinces ayant accueilli le plus d'immigrants de 2011 à 2016 en pourcentage de leur population sont l'Alberta et le Manitoba suivis de la Saskatchewan. Les provinces qui ont le plus augmenté le nombre d'immigrants accueillis de 2011 à 2016 par rapport à la période de 2001 à 2010 en pourcentage de leur population sont l'Alberta, l'Île-du-Prince-Édouard et le Manitoba.
| Province ou territoire    | Immigrants | Immigrants (% de la population totale) | Immigrants reçus de 2011 à 2016 | Immigrants reçus de 2011 à 2016 (% de la population totale) | Différence d'immigrants reçus de 2011 à 2016 par rapport à 2006 à 2010 (% de la population totale) |
| ------------------------- | ---------- | -------------------------------------- | ------------------------------- | ----------------------------------------------------------- | -------------------------------------------------------------------------------------------------- |
| Ontario                   | 3 852 145  | 21,9                                   | 472 170                         | 3,6                                                         | 0,1                                                                                                |
| Colombie-Britannique      | 1 292 675  | 28,3                                   | 175 555                         | 3,8                                                         | 0,0                                                                                                |
| Québec                    | 1 091 305  | 13,7                                   | 215 170                         | 2,7                                                         | 0,4                                                                                                |
| Alberta                   | 845 220    | 21,2                                   | 207 790                         | 5,2                                                         | 1,5                                                                                                |
| Manitoba                  | 227 465    | 18,3                                   | 63 210                          | 5,1                                                         | 1,2                                                                                                |
| Saskatchewan              | 112 495    | 10,5                                   | 47 935                          | 4,5                                                         | 2,2                                                                                                |
| Nouvelle-Écosse           | 55 675     | 6,1                                    | 11 790                          | 1,3                                                         | 0,4                                                                                                |
| Nouveau-Brunswick         | 33 810     | 4,6                                    | 9 325                           | 1,3                                                         | 0,6                                                                                                |
| Terre-Neuve-et-Labrador   | 12 080     | 2,4                                    | 36 675                          | 0,7                                                         | 0,3                                                                                                |
| Île-du-Prince-Édouard     | 8 940      | 6,4                                    | 3 360                           | 2,4                                                         | 1,4                                                                                                |
| Yukon                     | 4 410      | 12,6                                   | 1 115                           | 3,2                                                         | 1,1                                                                                                |
| Territoires du Nord-Ouest | 3 690      | 9,0                                    | 815                             | 2,0                                                         | 0,5                                                                                                |
| Nunavut                   | 920        | 2,6                                    | 165                             | 0,5                                                         | 0,0                                                                                                |
| Canada                    | 7 540 830  | 21,9                                   | 1 212 075                       | 3,5                                                         | 0,4                                                                                                |

### Langue

#### Connaissance des langues officielles
Les deux langues officielles du Canada sont l'anglais et le français. Lors du recensement de 2016, 86 % de la population canadienne connaissaient l'anglais tandis que 30 % connaissaient le français. Sur ceux-ci, 18 % connaissent les deux à la fois. 2 % ne connaissent ni l'anglais ni le français.
Le Québec est la seule province où plus de gens connaissent le français au lieu de l'anglais. En pourcentage de la population, le Québec, avec près de 45 %, est aussi la province ou le territoire avec le plus de gens connaissant les deux langues officielles suivi du Nouveau-Brunswick, qui est la seule province officiellement bilingue du pays, avec près de 34 %. Le Nouveau-Brunswick est également la province ou le territoire ayant le plus grand pourcentage de gens connaissant le français après le Québec. Avec près de 6 % de sa population, le Nunavut est la province ou le territoire ayant le plus haut pourcentage de gens ne connaissant aucune langue officielle suivi de la Colombie-Britannique avec 3 %. Le Nunavut est aussi la province ou le territoire ayant le plus faible pourcentage de population connaissant le français suivi de la Saskatchewan.
| Province ou territoire    | Anglais seulement (%) | Français seulement (%) | Anglais et français (%) | Ni l'anglais ni le français (%) |
| ------------------------- | --------------------- | ---------------------- | ----------------------- | ------------------------------- |
| Alberta                   | 91,9                  | 0,1                    | 6,6                     | 1,5                             |
| Colombie-Britannique      | 89,8                  | 0,0                    | 6,8                     | 3,3                             |
| Île-du-Prince-Édouard     | 86,4                  | 0,1                    | 12,7                    | 0,9                             |
| Manitoba                  | 90,0                  | 0,1                    | 8,6                     | 1,3                             |
| Nouveau-Brunswick         | 57,2                  | 8,6                    | 33,9                    | 0,3                             |
| Nouvelle-Écosse           | 89,2                  | 0,1                    | 10,5                    | 0,3                             |
| Nunavut                   | 89,8                  | 0,2                    | 4,3                     | 5,7                             |
| Ontario                   | 86,0                  | 0,3                    | 11,2                    | 2,5                             |
| Québec                    | 4,6                   | 50,0                   | 44,5                    | 0,9                             |
| Saskatchewan              | 94,5                  | 0,0                    | 4,7                     | 0,7                             |
| Terre-Neuve-et-Labrador   | 94,8                  | 0,0                    | 5,0                     | 0,2                             |
| Territoires du Nord-Ouest | 89,0                  | 0,2                    | 10,3                    | 0,5                             |
| Yukon                     | 85,6                  | 0,3                    | 13,8                    | 0,4                             |
| Canada                    | 68,3                  | 11,9                   | 17,9                    | 1,9                             |

#### Langue maternelle
Lors du recensement de 2016, 58 % de la population du pays avaient l'anglais comme langue maternelle tandis que 21 % avaient le français. Sur ceux-ci, 1,5 % avaient à la fois l'anglais et le français comme langue maternelle. 23 % de la population du pays avaient une langue non officielle en tant que langue maternelle.
Après le Québec, la province ou le territoire avec le plus faible pourcentage de population ayant l'anglais comme langue maternelle est le Nunavut tandis que la province ou le territoire avec le plus faible pourcentage ayant le français comme langue maternelle est Terre-Neuve-et-Labrador. Le Québec est la province ayant le plus grand pourcentage de population ayant à la fois l'anglais et le français comme langue maternelle suivi du Nouveau-Brunswick. Le Nunavut est de loin la province ou le territoire ayant le plus grand pourcentage de population ayant une langue non officielle en tant que langue maternelle.
| Province ou territoire    | Anglais (%) | Français (%) | Langue non officielle (%) | Anglais et français (%) | Anglais et langue non officielle (%) | Français et langue non officielle (%) | Anglais, français et langue non officielle (%) |
| ------------------------- | ----------- | ------------ | ------------------------- | ----------------------- | ------------------------------------ | ------------------------------------- | ---------------------------------------------- |
| Alberta                   | 74,3        | 1,8          | 21,6                      | 0,3                     | 1,9                                  | 0,1                                   | 0,0                                            |
| Colombie-Britannique      | 68,9        | 1,2          | 27,6                      | 0,2                     | 1,9                                  | 0,0                                   | 0,0                                            |
| Île-du-Prince-Édouard     | 90,8        | 3,4          | 5,1                       | 0,3                     | 0,3                                  | 0,0                                   | 0,0                                            |
| Manitoba                  | 71,4        | 3,2          | 22,9                      | 0,3                     | 2,1                                  | 0,1                                   | 0,0                                            |
| Nouveau-Brunswick         | 64,2        | 31,4         | 3,1                       | 1,0                     | 0,2                                  | 0,0                                   | 0,0                                            |
| Nouvelle-Écosse           | 91,0        | 3,2          | 4,9                       | 0,4                     | 0,5                                  | 0,0                                   | 0,0                                            |
| Nunavut                   | 30,9        | 1,7          | 65,4                      | 0,1                     | 1,9                                  | 0,0                                   | 0,0                                            |
| Ontario                   | 66,9        | 3,7          | 26,7                      | 0,4                     | 2,2                                  | 0,1                                   | 0,1                                            |
| Québec                    | 7,5         | 77,1         | 13,2                      | 0,9                     | 0,3                                  | 0,8                                   | 0,2                                            |
| Saskatchewan              | 82,4        | 1,4          | 14,5                      | 0,2                     | 1,5                                  | 0,0                                   | 0,0                                            |
| Terre-Neuve-et-Labrador   | 96,9        | 0,5          | 2,3                       | 0,1                     | 0,2                                  | 0,0                                   | 0,0                                            |
| Territoires du Nord-Ouest | 76,8        | 2,8          | 18,4                      | 0,4                     | 1,5                                  | 0,1                                   | 0,0                                            |
| Yukon                     | 81,9        | 4,4          | 11,8                      | 0,6                     | 1,2                                  | 0,0                                   | 0,0                                            |
| Canada                    | 56,0        | 20,6         | 21,1                      | 0,5                     | 1,5                                  | 0,2                                   | 0,1                                            |

#### Langues autochtones
Un total de 213 225 personnes ont indiqué avoir une langue autochtone comme langue maternelle lors du recensement de 2016, c'est-à-dire 0,6 % de la population totale du pays. 137 515 personnes ont indiqué parler une langue autochtone le plus souvent à la maison, c'est-à-dire 0,4 % de la population du pays et 64,5 % de ceux qui ont une langue autochtone en tant que langue maternelle.
Parmi les langues autochtones, seulement six ont plus de 10 000 personnes qui en ont une comme langue maternelle : le cri, l'inuktitut, l'ojibwé, l'oji-cri, le déné (ou chipewyan) et l'innu-aimun. Ensemble, le cri et l'inuktitut représentent plus de la moitié des gens qui ont une langue autochtone comme langue maternelle. Le tableau ci-dessous montre les langues autochtones qui représente au moins 1 % du total des individus qui ont une langue autochtone comme langue maternelle.
| Langue                                   | Nombre de gens |
| ---------------------------------------- | -------------- |
| Cri                                      | 74 060         |
| Inuktitut                                | 36 185         |
| Ojibwé                                   | 20 470         |
| Oji-cri                                  | 13 630         |
| Déné (ou chipewyan)                      | 11 325         |
| Innu-aimun                               | 10 710         |
| Micmac                                   | 7 140          |
| Atikamekw                                | 6 295          |
| Pied-noir (ou blackfoot et niitsipussin) | 3 465          |
| Stoney                                   | 3 215          |
| Esclave (ou slavey)                      | 2 120          |
| Algonquin                                | 1 600          |

### Langue parlée à la maison
Lors du recensement de 2016, le plus souvent à la maison, 64 % de la population du Canada parlaient anglais, 20 % parlaient français et 12 % parlaient une langue non officielle. De plus, 1 % utilisait aussi souvent l'anglais et le français et 4 % l'anglais et une langue non officielle.
Le Québec est la seule province ou territoire où le français est parlée plus souvent à la maison que l'anglais tandis que le Nunavut est la seule province ou territoire où une langue non officielle est parlée plus souvent à la maison que l'anglais et le français. Après le Québec, le Nouveau-Brunswick est la province ou le territoire avec le plus grand pourcentage de population qui parle français le plus souvent à la maison suivi du Yukon. Le Québec et le Nouveau-Brunswick sont également les provinces ou les territoires où à la fois l'anglais et le français sont parlés le plus souvent à la maison. Après le Nunavut, la Colombie-Britannique est la province ou le territoire avec le plus grand pourcentage où une langue non officielle est parlée le plus souvent à la maison suivi de l'Alberta.
| Province ou territoire    | Anglais (%) | Français (%) | Langue non officielle (%) | Anglais et français (%) | Anglais et langue non officielle (%) | Français et langue non officielle (%) | Anglais, français et langue non officielle (%) |
| ------------------------- | ----------- | ------------ | ------------------------- | ----------------------- | ------------------------------------ | ------------------------------------- | ---------------------------------------------- |
| Alberta                   | 82,6        | 0,7          | 12,0                      | 0,2                     | 4,4                                  | 0,0                                   | 0,1                                            |
| Colombie-Britannique      | 79,0        | 0,4          | 15,6                      | 0,1                     | 4,8                                  | 0,0                                   | 0,1                                            |
| Île-du-Prince-Édouard     | 94,1        | 1,6          | 3,2                       | 0,2                     | 0,8                                  | 0,0                                   | 0,0                                            |
| Manitoba                  | 82,1        | 1,3          | 11,5                      | 0,2                     | 4,8                                  | 0,0                                   | 0,1                                            |
| Nouveau-Brunswick         | 68,7        | 28,0         | 1,7                       | 1,0                     | 0,5                                  | 0,0                                   | 0,0                                            |
| Nouvelle-Écosse           | 94,7        | 1,6          | 2,5                       | 0,2                     | 1,0                                  | 0,0                                   | 0,0                                            |
| Nunavut                   | 46,7        | 1,0          | 50,6                      | 0,1                     | 1,6                                  | 0,0                                   | 0,0                                            |
| Ontario                   | 77,6        | 2,1          | 14,4                      | 0,3                     | 5,4                                  | 0,1                                   | 0,1                                            |
| Québec                    | 9,7         | 79,0         | 7,3                       | 1,1                     | 0,7                                  | 1,7                                   | 0,5                                            |
| Saskatchewan              | 89,1        | 0,4          | 7,4                       | 0,1                     | 3,0                                  | 0,0                                   | 0,0                                            |
| Terre-Neuve-et-Labrador   | 98,0        | 0,2          | 1,3                       | 0,1                     | 0,4                                  | 0,0                                   | 0,0                                            |
| Territoires du Nord-Ouest | 87,7        | 1,5          | 8,2                       | 0,3                     | 2,2                                  | 0,0                                   | 0,1                                            |
| Yukon                     | 90,7        | 2,4          | 4,5                       | 0,3                     | 1,9                                  | 0,0                                   | 0,1                                            |
| Canada                    | 63,7        | 20,0         | 11,5                      | 0,5                     | 3,7                                  | 0,4                                   | 0,2                                            |

### Éducation
Le Canada s'est classé premier parmi les pays de l'OCDE pour le pourcentage de résidents avec un diplôme de niveau universitaire ou collégial, c'est-à-dire 54 % de la population. De plus, pour la première fois de l'histoire du pays, les femmes âgées de 25 à 34 ans qui possèdent un doctorat sont plus nombreuses que les hommes de la même tranche d'âge.

### Travail
En 2015, 5,9 % des personnes âgées de 65 ans et plus ont travaillé à l'année longue. Il s'agit du plus haut pourcentage jamais enregistré. Dans le secteur de la santé, les femmes représentaient 56,2 % des travailleurs tandis que, dans le secteur de haute technologie, les hommes représentaient 63,3 %. En particulier, les femmes représentaient environ 50 % des physiciens. En ce qui a trait aux positions de gestionnaires, les hommes représentaient 62,2 % du total. Cela représente une hausse de 34 % pour les femmes depuis 1996.